# Adiantum lindsaeoides
Adiantum lindsaeoides är en kantbräkenväxtart som beskrevs av Jefferson Prado och R.Y.Hirai. Adiantum lindsaeoides ingår i släktet Adiantum och familjen Pteridaceae. Inga underarter finns listade.